# Kleine traktaten

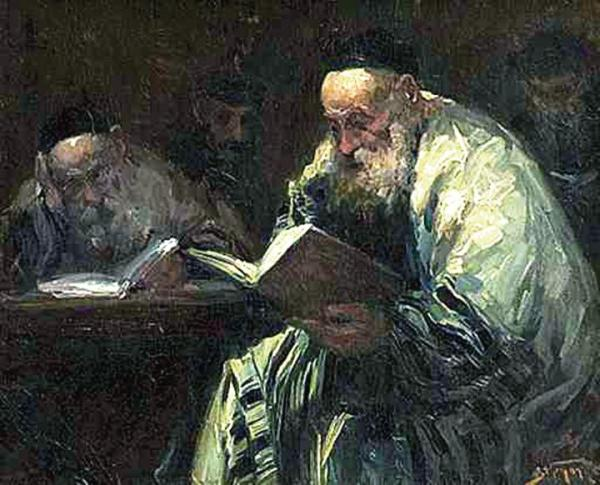
De Talmud lezers, Adolf Behrman

De kleine traktaten (Hebreeuws: מסכתות קטנות, Masechtot ketanot) zijn een aantal niet-canonieke Talmoedtraktaten die gewoonlijk zijn opgenomen in de meeste uitgaven van de Babylonische en Jeruzalemse Talmoed aan het slot van de Seder Neziekien. De autoriteit van deze traktaten is geringer dan die van de canonieke Talmoedtraktaten. Het gaat in totaal om 15 traktaten. Een zestiende traktaat, Eretz Yisrael ("Het Land Israël"), is verloren gegaan.
De kleine traktaten verdeelt men gewoonlijk in twee groepen: zeven traktaten met halachische voorschriften met betrekking tot verschillende onderwerpen (proselieten, slaven, het schrijven van thorarollen etc.) en acht traktaten, de eigenlijke kleine traktaten.

## Overzicht van de kleine traktaten
1. Avot de Rabbi Nathan (אבות דרבי נתן) - een commentaar op het Misjnatraktaat Avot (dat traditioneel geen rabbijns commentaar (of Gemara) bevat.
2. Soferim (סופרים, Schrijvers) - behandelt het werk en de werkwijze van de kopiisten. Soferim bestaat in twee verschillende versies, één is opgenomen in de Babylonische Talmoed en de andere in de Jeruzalemse Talmoed.
3. Evel Rabbati ( אבל רבתי, Grote traktaat over het rouwen) - dit traktaat gaat over de voorschriften en wetten met betrekking tot de dood en rouw.
4. Challah (כלה, Bruid) - voorschriften met betrekking tot verloving en het huwelijk.
5. Challah Rabbati (כלה רבתי) - toevoegingen bij het voorgaande traktaat.
6. Derech Eretz Rabbah (דרך ארץ רבה, Grote Weg van het Leven) - behandelt verschillende onderwerpen met betrekking tot het leven (huwelijk, zonden, verdriet etc.).
7. Derech Eretz Zutta ( דרך ארץ זוטא, Kleine Weg van het Leven) - behandelt verschillende onderwerpen, waaronder zelfonderzoek en nederigheid (voor geleerden).
8. Pereq ha-Sjaloom (פרק השלום, Hoofdstuk van de Vrede) - over de weg van de vrede onder de mensen. (Pereq ha-Sjaloom en bovenstaande twee traktaten vormen samen de groep Derecht Eretz.)
9. Sefer Thora (ספר תורה, Schrijven van de Thora) - behandelt de regels voor het overschrijven van de thorarollen.
10. Mezoeza (מזוזה, Deurpost) - over het tekstkokertje dat Joden volgens de Thora aan hun deurpost moeten bevestigen (Deut. 6:4-9 par.).
11. Tefilin (תפילין, Gebedsriem) - over de gebedsriemen die gedragen worden tijdens het ochtendgebed (zie Ex. 13:9 en par.)
12. Tsietsiet (ציצית) - over de vier draden die zijn bevestigd aan de gebedsmantel (talliet).
13. Avadiem (עבדים, Slaven) - gaat over het bezit van slaven.
14. Geriem (גיור, Bekering) - over bekering tot het Jodendom.
15. Koetiem (ותים , Samaritanen) - voorschriften over de omgang met Samaritanen.